# Trofæ
Trofæ er ordet for et bytte, som man kan gemme til minde om en sejr.
Oprindeligt har ordet været fra Grækenland og været brugt for et krigsbytte, til ære for Zeus. Trofæet blev taget på det sted, hvor fjenderne tog flugten.
Senere er ordet også blevet brugt for jagt, hvor man samler f.eks. skind, gevir eller stødtand.
Også i sportens verden bruges ordet. En præmie fra et stævne kan således kaldes et trofæ.
| Sport | Spire Denne artikel om sport er en spire som bør udbygges. Du er velkommen til at hjælpe Wikipedia ved at udvide den. |